# Карим Мынбаев (аул)
Карим Мынбаев (каз. Кәрім Мыңбаев, до 2006 г. — Ивановка) — аул в Нуринском районе Карагандинской области Казахстана. Административный центр Корганжарского сельского округа. Код КАТО — 355261100.

## География
Аул расположен на правом берегу реки Нура. Аул находится вблизи дороги P-3 Астана — Кабанбай батыра — Темиртау.

## История
Основан как село Ивановское (позже Ивановка) украинскими переселенцами из Таврической губернии в 1900 году.
В 2006 года аул был назван в честь Карима Мынбаева (1906—1948) — казахского советского учёного-селекционера и педагога.

## Население
В 1999 году население аула составляло 1310 человек (664 мужчины и 646 женщин). По данным переписи 2009 года в ауле проживало 1015 человек (509 мужчин и 506 женщин).